# Kuchnia ormiańska

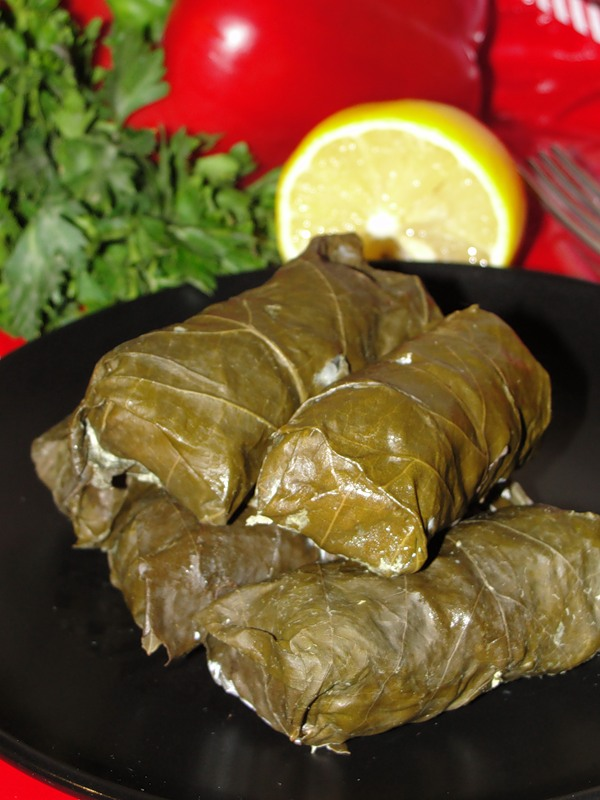
Dolma

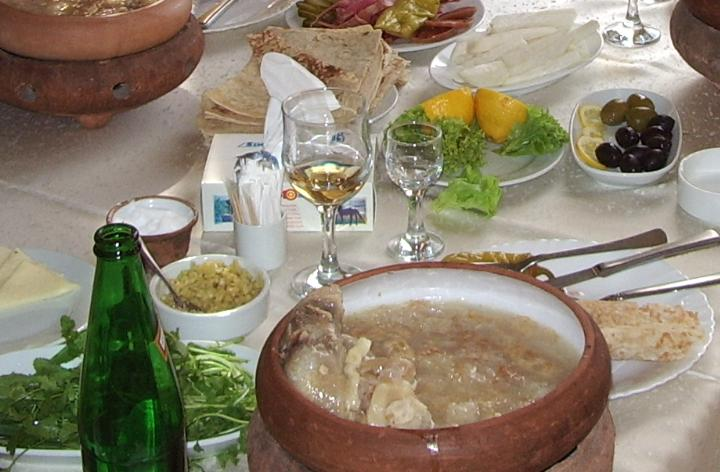
Chasz

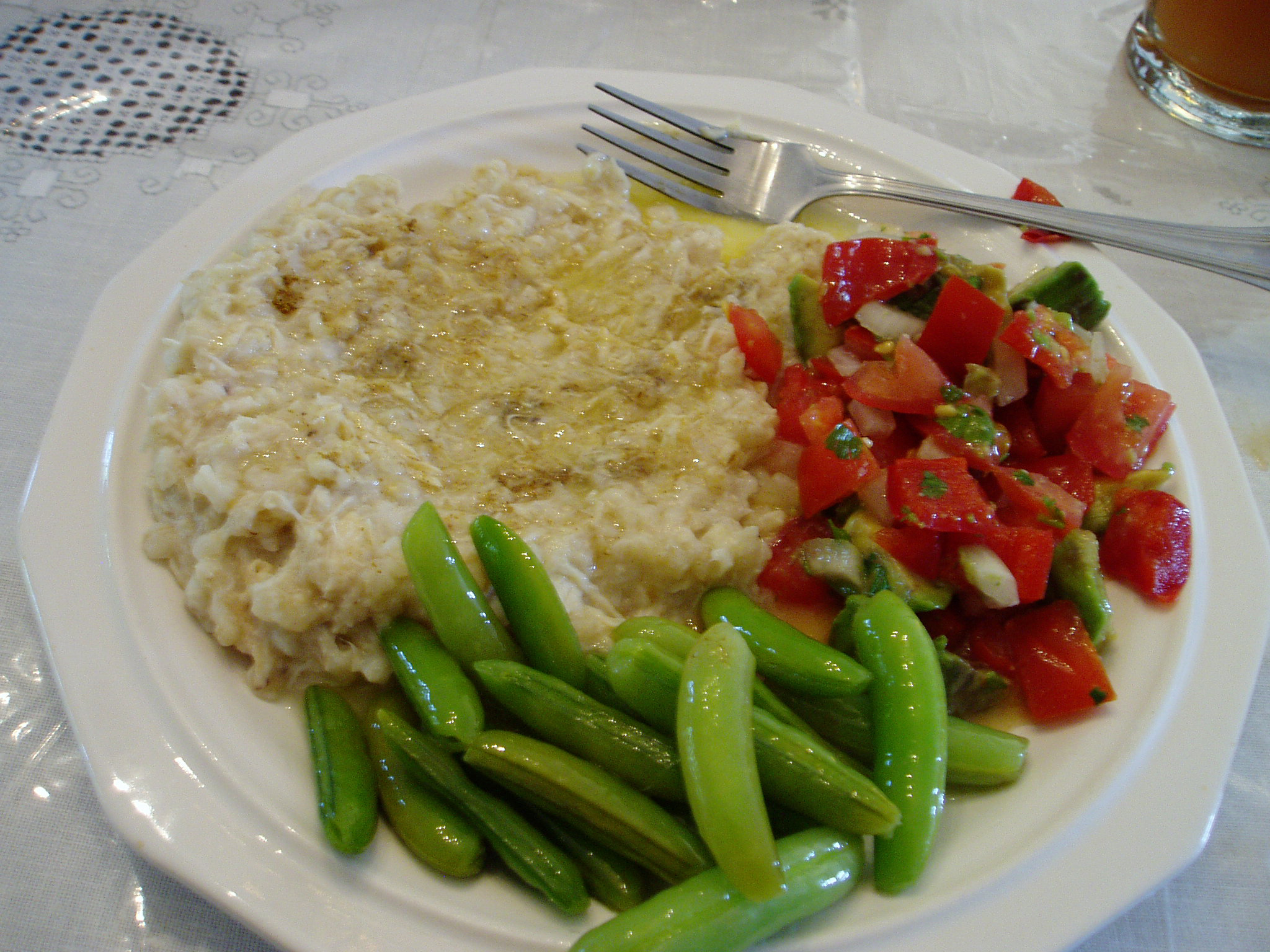
Harisa podana z warzywami

Kuchnia ormiańska (orm. Հայկական խոհանոց) – sztuka kulinarna wywodząca się z Armenii i praktykowana przez Ormian. Wpisuje się w tradycję kuchni azjatyckiej i liczy ponad trzy tysiące lat.

## Charakterystyka
Przygotowanie większości potraw wymaga dużo wysiłku. Wiele dań mięsnych, warzywnych i rybnych wymaga przygotowania farszu, napowietrzania, tłuczenia. Podstawowymi składnikami wykorzystywanymi w tej kuchni są jagnięcina, bakłażany i chleb (lawasz). Ormianie tradycyjnie w swojej kuchni wolą używać kaszy bulgur od kukurydzy i ryżu. Używa się małej ilości przypraw, a smak opiera się na świeżych produktach dobrej jakości.
W dużej ilości używa się świeżych ziół, zarówno jako dodatku do jedzenia jak i przypraw. W zimie używa się suszonych ziół. Pszenica jest najpopularniejszym zbożem i spożywa się ją w postaci różnych rodzajów kaszy, w tym charakterystycznej dla regionu kaszy bulgur i kaszy manny, semoliny oraz mąki. Ryż jest tradycyjnie wykorzystywany w miastach i w regionach, w których się go uprawia (na przykład obszar okalający Erywań). Używa się wielu roślin strączkowych, z których najpopularniejsze to ciecierzyca, soczewica i fasola. Orzechów używa się, by nadać konsystencji jedzeniu, a także w trakcie Wielkiego Postu, by dodać pożywności jedzeniu. Najważniejszymi orzechami są orzechy włoskie, migdały i orzeszki piniowe, nieco mniej popularne są orzechy laskowe i pistacje.
Świeże i suszone owoce są wykorzystywane jako główne składniki dań i do zakwaszania potraw. Jako składniki wykorzystuje się głównie morele, pigwy i melony, a do zakwaszania sumak, winogrona, granaty, morele, wiśnie, czereśnie.

## Dania narodowe
Najbardziej typowe dania dla kuchni:
- harissa (kuchnia ormiańska) (orm. հարիսա) – gulasz z pszenicy i mięsa gotowanych razem przez dłuższy czas. Tradycyjnie wykorzystywało się do gotowania tonir, a obecnie gotuje się na kuchence. Tradycyjnie harisę podaje się podczas świąt we wspólnych dla ucztujących garnkach[1][10].
- chasz (potrawa) (orm. խաշ) – tradycyjnie potrawa biedoty, składa się z wołowiny lub z nóg jagnięcych gotowanych przez noc na wodzie. Podaje się ją na śniadanie z suszonym, pokruszonym lawaszem, pokruszonym czosnkiem i wódką. Chasz jest potrawą zimową. W regionie Wan oprócz nóg dodaje się także podroby, np. serca czy języki, a także ciecierzycę i inne rośliny strączkowe. W wersji wegetariańskiej tego dania mięso zastępuje się soczewicą[11].
- dolma (orm. տոլմա) – tradycyjne danie z mięsa mielonego owiniętego w liście winogron[12]. W innej wersji są to warzywa, takie jak bakłażany, pomidory i papryka, nadziewane ryżem z mięsem[1].

## Napoje
Armenia jest znana głównie z brandy, kawy i wody źródlanej. Produkuje się także herbatki ziołowe, głównie z tymianku, oraz wina. Charakterystycznym napojem podawanym do potraw jest tan (orm. թան).

### Alkohole
Armenia jest znanym producentem brandy i wina, a piwo staje się coraz bardziej popularne. Armeńska branża alkoholowa przeżyła kryzys w latach 80., kiedy prezydent Michaił Gorbaczow rozpoczął kampanię przeciwko sprzedaży alkoholu, a także na początku lat 90., gdy ze względu na blokadę handlową nie można było eksportować alkoholu do krajów Wspólnoty Niepodległych Państw.
- Brandy (koniak, orm. կոնյակ konyak) – najpopularniejszy eksportowy napój alkoholowy Armenii. Miał to być ulubiony napój Winstona Churchilla i najpopularniejszy napój na konferencji jałtańskiej[13][15].
- Wódka (orm. օղի ogi) – napój destylowany w około 45 fabrykach na terenie całej Armenii[13]. Popularna, szczególnie na terenach górskich, jest wódka owocowa produkowana najczęściej z morwy, winogron czy moreli[14][13].
- Wino – napój produkowany przez około 15 winiarni. Nie jest zbyt popularny wśród Ormian[13].